# بيت الوعيل (شخب)

تعديل مصدري - تعديل

بيت الوعيل هي إحدى قرى عزلة شخب بمديرية النادرة التابعة لمحافظة إب في الجمهورية اليمنية، بلغ تعداد سكانها أكثر من 1023نسمة حسب التعداد السكاني في اليمن عام 2004 ،وتقع بيت الوعيل وسط سلسله جبليه على سفح جبل عمار متوسطة بين ثلاث مديريات هي النادره ودمت والرضمه، تحتضنها جبال من الجهات الاربعه ك جبل المصوام ونفل وحرحور وسرط والبركه وناعم، ومتربعه بين خمسه اوديه هي وادي عاله و شارق و اللحج ووادي ذي حريم . تضم قريه بيت الوعيل ثلاثه مماسي تابعه لها وهي ممسى المقاسمه والحرف وذياح ، وتتكون من ست حارات واحياء هي حي صفح رجب ،حي الريشه، حي الجرجره ، حي صفح الدارين ، حي راس النقيل وحي ذي السلف. وتسكن قرية بيت الوعيل عده اسر هي ( الوعيل ، رجب، الشمسي، تاج الدين، السقاف، الجمالي، الجلال، الرياشي، والدميني ).

## نبذة
تقع بيت الوعيل ضمن مخلاف عمار وتحديدا جنوب شرق مدينة يريم على بعد ( 40 كم تقريبا ) وهي قرية متميزة بالفن المعماري البديع ممزوج بين العراقة والحداثة تحتوي على مساكن متعددة الطوابق يصل البعض منها إلى ستة طوابق، كما تتميز عن غيرها من القرى المحيطه بتعدد منابعها المائيه الطبيعية العذبة